# Jüdischer Friedhof (Hořepník)
Koordinaten: 49° 30′ 35,2″ N, 15° 6′ 17,2″ O

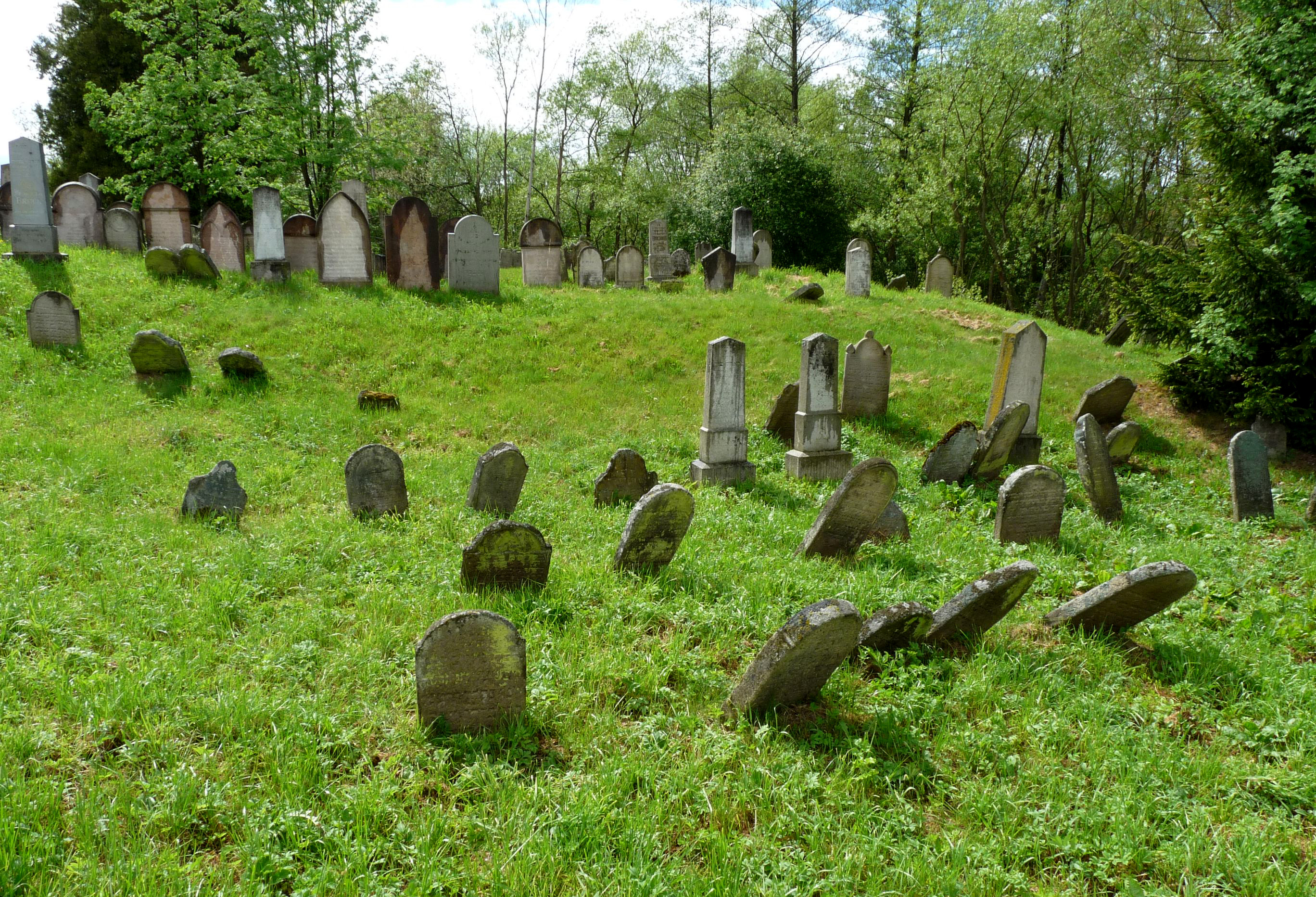
Jüdischer Friedhof in Hořepník

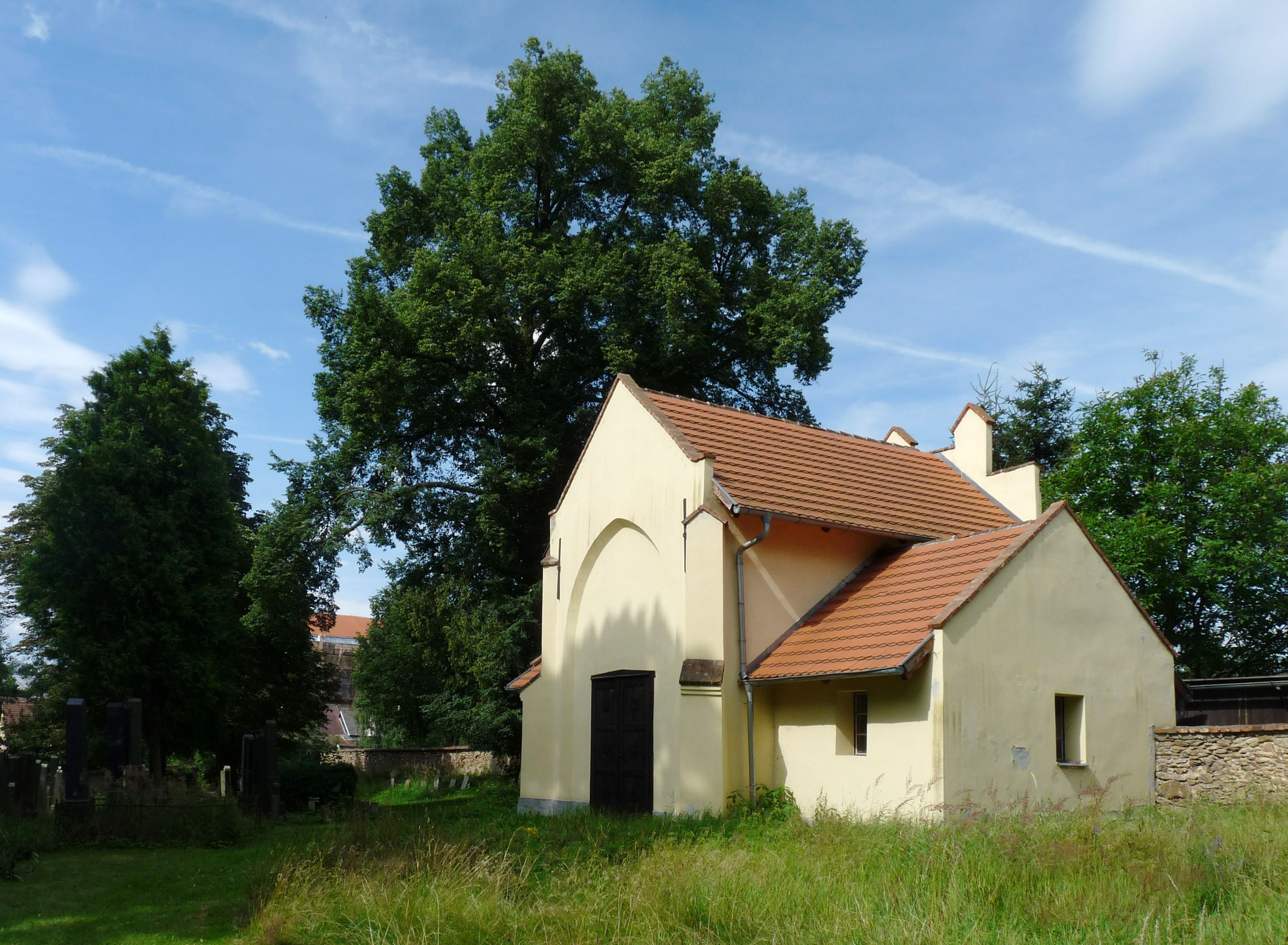
Taharahaus

Der Jüdische Friedhof in Hořepník (deutsch Horschepnik, auch Horzepnik, Härtlings), einer Gemeinde im Okres Pelhřimov in Tschechien, wurde im 17. Jahrhundert angelegt. Der jüdische Friedhof südlich des Ortes ist seit 1988 ein geschütztes Kulturdenkmal.
Auf dem Friedhof befinden sich noch circa 200 Grabsteine (Mazevot). 